# Miejski Klub Sportowy Dąbrowa Górnicza 2010-2011
Questa voce raccoglie le informazioni riguardanti il Miejski Klub Sportowy Dąbrowa Górnicza nelle competizioni ufficiali della stagione 2010-2011.

## Organigramma societario
Area direttiva
- Presidente: Robert Koćma

Area tecnica
- Allenatore: Waldemar Kawka

## Rosa
| N° | Nome                 | Ruolo | Data di nascita  | Nazionalità sportiva |
| -- | -------------------- | ----- | ---------------- | -------------------- |
| 1  | Agata Karczmarzewska | S/O   | 27 giugno 1978   | Polonia              |
| 3  | Aleksandra Liniarska | C     | 21 dicembre 1981 | Polonia              |
| 4  | Natalia Kurnikowska  | S     | 13 gennaio 1992  | Polonia              |
| 5  | Marta Haładyn        | P     | 8 gennaio 1988   | Polonia              |
| 6  | Joanna Staniucha     | S     | 5 dicembre 1981  | Polonia              |
| 7  | Marcelina Nowak      | S/O   | 19 luglio 1994   | Polonia              |
| 9  | Małgorzata Lis       | C     | 14 aprile 1981   | Polonia              |
| 10 | Krystyna Tkaczewska  | L     | 24 luglio 1987   | Polonia              |
| 11 | Lucie Mühlsteinová   | P     | 15 ottobre 1984  | Rep. Ceca            |
| 12 | Izabela Żebrowska    | S/O   | 23 febbraio 1985 | Polonia              |
| 13 | Matea Ikić           | S     | 25 maggio 1989   | Croazia              |
| 16 | Elżbieta Nykiel      | S     | 6 luglio 1983    | Polonia              |
| 17 | Ivana Plchotová      | C     | 28 ottobre 1982  | Croazia              |